# François Chopart
François Chopart (ur. 1743, zm. 1795) – francuski chirurg, profesor Akademii Chirurgicznej w Paryżu. Był autorem nowej metody amputacji stopy. Pisał podręczniki chirurgii oraz dotyczące chorób dróg moczowych.